# Monte Sant'Elia (Massafra)
Il monte Sant'Elia si trova in provincia di Taranto, nel comune di Massafra, ed è all'interno di un'oasi protetta del WWF.
Si tratta perlopiù di rilievo collinare (circa 400 metri m s.l.m.), incastonato nel versante meridionale delle Murge orientali da cui si domina il golfo di Taranto e la vista giunge fino al massiccio del Pollino.

## Flora e fauna
È quasi del tutto ricoperto da una fascia boscosa (bosco Caracciolo), che parte da Mottola e giunge fino a Martina Franca.
La vegetazione assume la classica fisionomia della macchia mediterranea, e presenta una notevole ricchezza floristica passando dalla gariga al bosco nel giro di pochi metri. Numerose sono le orchidee spontanee. Nella macchia sono presenti il lentisco, il mirto, la fillirea, l'alaterno, il corbezzolo. Sono associati spesso il biancospino, il perastro, il prugnolo e l'olivastro; tra i bassi arbusti troviamo rosmarino e timo. Nel bosco Caracciolo predomina il querceto, prevalentemente lecci, qualche roverella e fragno. Vi sono inoltre alcuni pini d’Aleppo la cui diffusione è dovuta a rimboschimenti dei passati decenni.
Nel sottobosco troviamo ciclamini, viole, pungitopo, felci, edera. Nel campo faunistico troviamo molti rapaci sia diurni che notturni, il colubro leopardino, la raganella verde, la faina, il tasso.
L'oasi comprende una masseria costituita da vari nuclei abitativi, tra i quali anche un complesso di 17 trulli che in base alla tipologia costruttiva si possono datare come costruiti nel XVII secolo. Alle spalle dei trulli sono presenti alcuni jazzi, tipici recinti per animali realizzati in pietra a secco.